# Adriano Bompiani
Adriano Bompiani (Roma, 19 febbraio 1923 – Roma, 18 giugno 2013) è stato un chirurgo, ginecologo e politico italiano.

## Biografia
Docente universitario dal 1964 ha insegnato presso la cattedra di fisiologia e patologia della riproduzione umana a Milano.
Dal 1969 al 1996 ha diretto l'Istituto di clinica ostetrica e ginecologica dell'Università Cattolica presso il Policlinico Gemelli fondando una scuola.
Eletto senatore nel 1976, ha operato a difesa e promozione dei valori fondamentali per il vivere civile quali la tutela della vita, la tutela della salute, della cultura. Bompiani è stato Presidente della Commissione Sanità dal 1983 al 1987 e Presidente della Commissione per la pubblica istruzione dal 1987 al 1990.
Sotto il governo Amato (1992-1993), Bompiani è stato Ministro per gli affari sociali e a lungo si è occupato di problemi legati alla bioetica.
È stato il primo Presidente del Comitato Nazionale per la Bioetica, istituito presso la Presidenza del Consiglio dei Ministri e fondato nel 1990, e partecipa sovente ai lavori del Comitato di bioetica del Consiglio d’Europa.
Collabora alla redazione della Convenzione Europea sui diritti dell'uomo e la biomedicina.
Ha preso spesso parte alle sessioni dibattimentali del Comitato di bioetica dell'Unesco per lavorare alla stesura della Dichiarazione Internazionale sul genoma umano e sui diritti dell'uomo.
È stato Presidente dell'ospedale pediatrico “Bambino Gesù”, nonché membro del Comitato direttivo di bioetica del Consiglio d'Europa.
È stato Presidente onorario del Comitato Nazionale per la Bioetica, istituito presso la Presidenza del Consiglio dei Ministri, e coordinatore del Gruppo misto istituito tra il Comitato Nazionale per la Bioetica e il Comitato Nazionale per la Biosicurezza, le Biotecnologie e le Scienze della Vita.

## Saggi
Autore di una vasta produzione scientifica, tra i suoi saggi ricordiamo:
- Bioetica in Italia. Lineamenti e tendenze, EDB, 1992
- Bioetica dalla parte dei deboli, EDB, 1995
- Bioetica in medicina, CIC Edizioni Internazionali, 1996
- Bioetica ed etica medica nell'Europa occidentale, Ed Istituto internazionale studi sui diritti dell'uomo e la biomedicina, 1997
- Genetica e medicina prenatale, aspetti clinici, bioetici, giuridici, ESI edizioni, Napoli 1999
- Formare un buon medico, F. Angeli editore, Milano 2001
- Tecniche di procreazione assistita valutazione clinica ed etica, Vita e Pensiero Editore, Milano 2001
- Dichiarazioni Anticipate di Trattamento ed Eutanasia, Ed. Dehoniane, Bologna 2004
- Il Consiglio d'Europa e la Convenzione dei Diritti dell'Uomo e la Biomedicina, Edizioni Studium, 2007
- I grandi prematuri, C.I.C. Editore, Roma 2009